# 大围角蟾
大围角蟾（学名：Boulenophrys daweimontis），一种分布于中华人民共和国云南省东南部及越南西北部等地区的两栖动物，隶属于角蟾科布角蟾属。模式产地为中国云南屏边苗族自治县大围山。其种加词“daweimontis”意为“大围山的”。

## 形态特征
大围角蟾雄蟾体长34～37毫米，雌蟾体长40～46毫米。身体背面皮肤光滑，呈橄榄褐色，后肩上方具褐色“V”形斑，躯干背面有褐色“X”形斑，眶间具三角形斑。

## 保护
本种于2023年被收录入《有重要生态、科学、社会价值的陆生野生动物名录》。